# Leo Fall
Leo Fall (Olomouc, 2 febbraio 1873 – Vienna, 16 settembre 1925) è stato un compositore austriaco di operette.

## Biografia
Nato con il nome di Leopold Fall, ricevette i primi insegnamenti musicali dal padre Moritz (1848–1922), un direttore di banda e compositore che si trasferì a Berlino. Il giovane Fall studiò al Conservatorio di Vienna prima di tornare in famiglia a Berlino, città piena di vita musicale. A Vienna studiò con Robert Fuchs e Johann Nepomuk Fuchs. Nel 1895 iniziò la carriera di direttore d'orchestra nel teatro dell'operetta di Amburgo ed iniziò a comporre questo genere di spettacoli teatrali. Dal 1904 si dedicò completamente alla composizione di operette. Ebbe minor successo del suo connazionale contemporaneo Franz Lehár, egli fu tuttavia in grado di produrre opere melodiose e ben orchestrate. Dopo aver lavorato a Berlino, Amburgo e Colonia si stabilì a Vienna nel 1906, fino alla morte. 
La sua tomba si trova al cimitero Zentralfriedhof di Vienna.
Le sue operette più note sono, in lingua inglese:
- Die Dollarprinzessin o La principessa dei dollari che ha avuto la prima assoluta nel Theater an der Wien il 2 novembre 1907 con Mizzi Günther che nel Regno Unito ha avuto la première nel Prince's Theatre di Manchester il 24 dicembre 1908 ed in seguito al Daly's Theatre di Londra dal 25 settembre 1909 ha avuto 428 recite, al Teatro Reinach di Parma il 16 marzo 1911 e che nel 1913 va in scena al Teatro Costanzi di Roma con Maria Ivanisi e Giuseppe Pasquini-Fabbri, ancora al Teatro Reinach di Parma il 27 dicembre 1913 ed al Teatro La Fenice di Venezia ha la prima il 2 marzo 1921 con Ines Lidelba Fronticelli e Dora Domar Marzocchi;
- Die geschiedene Frau che ha la prima assoluta con successo il 23 dicembre 1908 al Carltheater di Vienna con Richard Waldemar e Hubert Marischka, come La divorziata al Teatro Lirico di Milano il 16 agosto 1909, nel Regno Unito nel 1910 come The Girl in the Train al Vaudeville Theatre di Londra nella versione di Adrian Ross arrivando a 340 recite, il 22 marzo 1911 al Teatro Reinach di Parma e come La Divorcée nel 1947 al Grand Théâtre di Ginevra;
- Madame Pompadour, che ha la prima assoluta al Berliner Theater di Berlino il 9 settembre 1922 con Fritzi Massary (in Italia la prima è stata il 15 gennaio 1924 nel Teatro Dal Verme di Milano per la Compagnia di Carlo Lombardo in italiano ed andata in scena anche al Teatro Reinach di Parma il 27 aprile 1925), che ebbero successo a Londra (nel 1923 al Daly's Theatre raggiunge 469 recite) e New York e sono rimaste in repertorio in Germania e Austria per tutto il XX secolo;
- Der liebe Augustin (1912 con Fritzi Massary a Berlino; col titolo di Princess Caprice a Londra) venne rappresentata 3.360 volte, un numero senza precedenti).

Nel Teatro La Fenice di Venezia il 12 febbraio 1921 avviene la prima di La rosa di Stambul con Ines Lidelba Fronticelli ed Alfredo Orsini ed il 15 febbraio 1922 la prima di "Il caro Agostino" diretto da Michele Serpieri per la Grande Compagnia di Opere Comiche ed Operette.
La bella Risette il 9 gennaio 1914 va in scena anche al Teatro Reinach di Parma;
La sua opera Der goldene Vogel, la cui prima venne data a Dresda nel 1920 con Richard Tauber e Elisabeth Rethberg ebbe meno successo.
Ammalatosi di cancro, muore nel sonno il 16 settembre 1925 all'età di 52 anni.

## Opere per il teatro
Opere:
- Paroli (1 act; 1902)
- Irrlicht (1905)
- Der goldene Vogel (1920)

Operette:
- Der Rebell (Vienna, 1905 al Theater an der Wien)
- Der fidele Bauer (Mannheim, 1907) (come Il contadino allegro nel 1922 al Teatro La Fenice di Venezia)
- La principessa dei dollari (Die Dollarprinzessin) (Vienna, 1907 al Theater an der Wien; adattata in inglese col titolo The Dollar Princess 1909)
- Die geschiedene Frau (La divorziata) (Vienna, 1908; adattata in inglese col titolo The Girl in the Train 1910)
- Der Schrei nach der Ohrgeige (Vienna, 1909)
- Brüderlein fein (Vienna, 1909)
- Das Puppenmädel (Vienna, 1910)
- La bella Risette (Die schöne Risette) (Vienna, 1910 al Theater an der Wien)
- La sirena (Die Sirene) (Vienna, 1911 al Theater an der Wien; adattata in inglese col titolo The Siren 1911)
- The Eternal Waltz (Londra, 1911)
- Il caro Agostino (Der liebe Augustin) (Berlino, 1912) (Princess Caprice) (rappresentata 3.360 volte)[2] libretto Rudolf Bernauer, Ernst Friedrich Wilhelm Welisch ed Eugen Spero
- Die Studentengräfin (Berlino, 1913)
- Der Nachtschnellzug (Vienna, 1913 al Theater an der Wien)
- Der Frau Ministerpräsident (Berlino, 1914)
- Der künstliche Mensch (Berlino, 1915)
- Die Kaiserin (Fürstenliebe) (Berlino, 1916)
- Die Rose von Stambul o La Rosa di Stambul (Vienna, 1916)
- L'usignuolo madrileno (Die spanische Nachtigall) (Berlino, 1920)
- Der heilige Ambrosius (Berlino, 1921)
- Die Strassensängerin (Vienna, 1922)
- Madame Pompadour (Berlino, 1922)
- Der süsse Kavalier (Berlino, 1923)
- Jugend im Mai (Dresda, 1926)

## Filmografia

### Compositore (parziale)
- Die Dollarprinzessin und ihre sechs Freier, regia di Felix Basch - musiche originali (1927)

### Attore
- Der Millionenonkel, regia di Hubert Marischka (1913)